# Väsen (musikgrupp)
Väsen är en svensk folkmusikgrupp från Uppsala bestående av Olov Johansson (nyckelharpa) och Mikael Marin (altfiol). 

## Historik
Gruppen bildades 1989 av Olov Johansson, Mikael Marin och Roger Tallroth. Deras första album gavs ut året därpå.
Bandet spelar såväl traditionellt material som egna kompositioner. Gruppen turnerar varje år även utanför Europa.
Väsen spelade på Nordmans tre första skivor Nordman (1994), Ingenmansland (1995) och Här och nu (1997). De ingick även i Nordmans turnéband. På den finska gruppen JPP:s skiva String Tease (1998) var Väsen gästartister på två spår. 2016 deltog Väsen som gästartister tillsammans med Becca Stevens på Snarky Puppys skiva ”Family Dinner Vol. 2”. Som extramaterial till skivan släpptes senare även en version av Väsens ”Shapons Vindaloo”.
Väsen gör årligen turnéer i Europa, USA eller Asien. De är även kända för sina sommarturnéer på cykel i Uppland som de gjort sedan 2011.
Vid Grammisgalan 2025 utsågs Väsen & Hawktail till Årets folkmusik.

## Medlemmar
Gruppen består sedan starten av Olov Johansson (nyckelharpa) och Mikael Marin (altfiol).
Roger Tallroth (gitarrer, bouzouki, oud, mandola), som också var med från starten, lämnade gruppen 2020.
André Ferrari (slagverk) var medlem i bandet från 1996 till 2006, och har sedan uppträtt som gästartist med gruppen sporadiskt.

## Diskografi
- 1990 – Väsen
- 1992 – Vilda Väsen
- 1993 – Essence
- 1996 – Levande Väsen
- 1997 – Världens Väsen
- 1997 – Spirit
- 1999 – Gront
- 2001 – Live at the Nordic Roots Festival
- 2003 – Trio
- 2004 – Keyed Up
- 2005 – Live in Japan
- 2007 – Linnaeus Väsen
- 2007 – Mike Marshall & Darol Anger with Väsen
- 2009 – Väsen Street
- 2013 – Mindset
- 2014 – Live på Gamla Bion
- 2017 – Brewed
- 2019 – Rule of 3
- 2021 – Duo
- 2023 – Melliken
- 2024 – Väsen & Hawktail